# Sibunag
Sibunag ist eine philippinische Stadtgemeinde in der Provinz Guimaras. Sie hat 22.158 Einwohner (Zensus 1. August 2015).

## Baranggays
Sibunag ist politisch in 14 Baranggays unterteilt.
| - Alegria - Ayangan - Bubog - Concordia - Dasal | - Inampologan - Maabay - Millan - Oracon - Ravina | - Sabang - San Isidro - Sebaste - Tanglad |

## Geschichte
Die Stadtgemeinde Sibunag wurde im Juli 1995 auf dem Gebiet der Stadtgemeinde Jordan gebildet.